# گورستان شرافت (فیلم ۲۰۰۲)
گورستان شرافت (新・仁義の墓場, Shin Jingi no Hakaba") (انگلیسی: Graveyard of Honor) فیلمی یاکوزایی به کارگردانی تاکاشی میکه محصول سال ۲۰۰۲ است. گورستان شرافت بازسازی فیلمی گانگستری به همین نام محصول سال ۱۹۷۵ درباره یک عضو یاکوزای خائن است.